# Station Forest Hill
Pour les articles homonymes, voir Forest Hill.
La station Forest Hill est une station de métro Muni située près des quartiers de Forest Hill et de Laguna Honda à San Francisco, en Californie. Elle fut construite à l'origine entre 1916 et 1918 dans le cadre du tunnel Twin Peaks et constitue la plus ancienne station de métro à l'ouest de Philadelphie et à l'est d'Istanbul. La station s'appelait à l'origine Laguna Honda ; ce vieux nom est gravé sur le bâtiment de surface.
Des scènes des films L'Inspecteur Harry (1971) et Milk (2008) furent tournées à l'intérieur de cette station.

## Architecture de la station

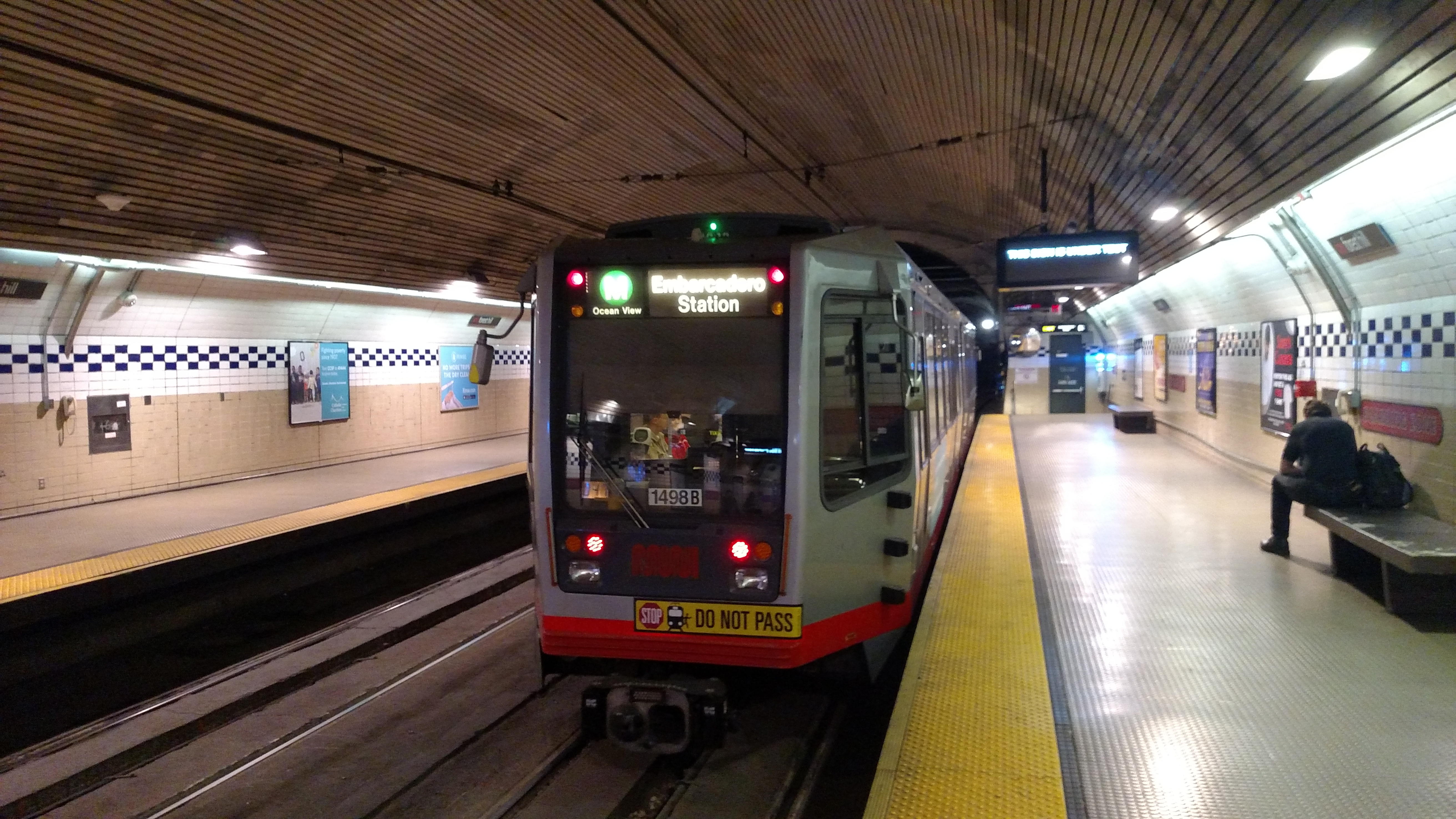
Un train entrant M Ocean View sur le point de quitter la gare de Forest Hill en décembre 2017.

La station fut construite dans un style « renouveau classique sobre » qui est resté largement inchangé jusqu'à présent. On y trouve également quelques éléments décoratifs suggérant une esthétique Art Nouveau, par exemple des accents de couleur malachite placés au-dessus des portes de l'ascenseur.
La station se compose de deux quais latéraux situés à côté des voies, bien en dessous de la surface. La station est située plus profondément sous terre que n'importe quelle autre station de métro Muni ; à tel point que, contrairement aux autres stations, la plupart des gens utilisent un ascenseur pour descendre aux quais. Contrairement à toutes les autres stations de métro souterraines Muni, qui disposent d'une mezzanine souterraine au premier niveau et d'un quai au deuxième niveau, le niveau du hall de Forest Hill se trouve dans un bâtiment de station en surface.
Les stations Forest Hill et Eureka Valley furent construites à l'origine avec des quais bas, car les tramways de cette époque eurent des marchepieds pour que les passagers puissent monter du niveau de la rue. Cependant, les six nouvelles stations de métro Muni, ainsi que la station West Portal, ont été construites avec des quais hauts pour un embarquement plus rapide sur les nouveaux véhicules ferroviaires légers Boeing. Avec la fermeture définitive d'Eureka Valley, Forest Hill est devenue la seule station à quai bas du métro Muni. Muni a ensuite modifié la station avec des quais hauts, des ascenseurs pour l'accessibilité et des améliorations de la ventilation. Le projet de 6 M$, qui a modernisé la station afin qu'elle soit à la hauteur des nouvelles stations, tout en conservant son architecture historique, a été achevé en 1985,.
La station a été temporairement fermée du 25 juin au 24 août 2018, pendant la fermeture du tunnel Twin Peaks.
Elle a été fermée à nouveau du 19 mars au 22 août 2020 et du 25 août 2020 au 15 mai 2021, pendant la pandémie de COVID-19.